# I. Vilmos hainaut-i gróf
I. Jó Vilmos hainaut-i gróf (1286 – 1337. június 7.) II. János hainaut-i gróf és Luxemburgi Filippa harmadik fia, aki bátyjai halála miatt lett apja örököse. 1304-től Hainaut, Holland és Zeeland grófja.

## Élete
Szülei harmadik fia volt, ezért Vilmos nem számíthatott arra, hogy örököli a grófságokat. Azonban János bátyja, az elsőszülött 1302-ben az aranysarkantyús csata során halt meg, míg Henrik bátyja, aki mellesleg pap volt Cambrai-ban, 1303-ban halt meg. Apja 1304-ben bekövetkezett halála után tehát Vilmos örökölte az Hainaut-i, a Holland és a Zeeland grófságokat.
Az Avesnes-ház tagjaként Vilmos nagyapja és apja is ádáz háborút folytatott a flamand grófok ellen, akik a Dampierre-ház tagjai voltak. A háború 1304-ben kedvezőtlen fordulatot vett, amikor Vilmos vereséget szenvedett Guy de Namurtől a Duiveland szigeten vívott csatában. Ezt követően Guy és II. János brabanti herceg közösen meghódították Zeeland és Holland nagy részét.

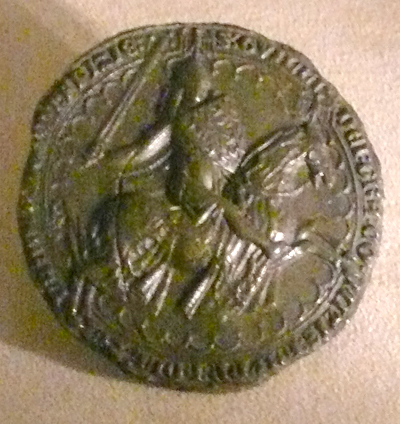
I. Vilmos grófi pecsétje

Még ugyanebben az évben Vilmosnak sikerült visszahódítania az elvesztett területek nagy részét, de a háború folytatódott egészen 1323-ig, amikor a párizsi békeszerződés értelmében a flamand grófok lemondtak minden területi követelésükről Zeeland felé. Vilmos elfoglalta az Utrechti Püspökség nagy részét és megpróbálta elfoglalni Frízföldet is, de ezt a kísérletét Hessel Martena visszaverte.
1325-ben Izabella angol királyné segítségére sietett, aki férje, II. Eduárd angol király ellen indított hadjáratot (Vilmos lányát, Filippát és Izabella fiát, Eduárdot akkor jegyezték el egymással, mialatt Izabella a hainaut-i udvarban tartózkodott). 1327-ben I. Lajos flamand gróf oldalán harcolt a flandria felkelők ellen, részt vett a felkelők ellen 1328. augusztus 23-án vívott casseli csatában. 1334-ben az ő közvetítésével kötött békét Lajos és III. János brabanti herceg, akik akkor már két éve háborúztak.
A háborúk befejezése után Vilmos megszilárdította birtokai belső rendjét és új intézményeket hozott létre, mint például a kincstár és a kancellária. A grófi tanács is nagyobb hatáskört kapott uralkodása alatt.
Nagyon jó külpolitikai kapcsolatokat tartott fenn kora leghatalmasabb uralkodóival: felesége Valois Johanna volt, a leendő VI. Fülöp francia király nővére. Egyik lánya III. Eduárd angol király, a másik pedig IV. Lajos német-római császár felesége lett. Felesége francia kapcsolata ellenére Anglia szövetségesének számított és a németalföldi államok között franciaellenes szövetséget igyekezett létrehozni.
1337-ben halt meg, utóda legidősebb fia, Vilmos lett.

## Családja
1305. május 19-én vette feleségül Johannát (1294–1352), Charles de Valois herceg és első felesége, Anjou Margit grófnő lányát, a későbbi VI. Fülöp francia király nővérét. Gyermekeik:
- Margit (1310. június 24. – 1356. június 23.), aki 1324-ben feleségül ment IV. Lajos bajor herceghez, akiből később német király és német-római császár lett. Margit 1345-ben öccsétől örökölte a grófságokat, amelyekről 1354-ben lemondott fiai javára.
- Johanna (1311–1374), férje V. Vilmos, Jülich grófja.
- Filippa (1314–1369), aki 1328-ban feleségül ment III. Eduárd angol királyhoz.
- Vilmos (1317–1345) 1337-ben II. Vilmos hainaut-i gróf néven apja örököse lett. 1345-ben a frízek ellen vívott csatában vesztette életét. Mivel fiúutód nélkül halt meg, örököse legidősebb nővére, Margit lett.
- Ágnes (? – 1327 után)
- Izabella (1323–1361), akit előbb III. János brabanti herceg fiával, Jánossal jegyeztek el, de VI. Fülöp francia király nyomására az eljegyzést felbontották. 1354-től férje Robert de Namur, I. János namuri gróf és Marie d'Artois fia.

## Fordítás
- Ez a szócikk részben vagy egészben  a   William I, Count of Hainaut című angol Wikipédia-szócikk fordításán alapul.  Az eredeti cikk szerkesztőit annak laptörténete sorolja fel. Ez a jelzés csupán a megfogalmazás eredetét és a szerzői jogokat jelzi, nem szolgál a cikkben szereplő információk forrásmegjelöléseként.